# آویشاگ سمبرگ
آویشاگ سمبرگ (عبری: אבישג סמברג‎؛ زادهٔ ۱۶ سپتامبر ۲۰۰۱) تکواندوکار اهل اسرائیل است.
او با کسب مدال برنز المپیک تابستانی ۲۰۲۰ در ۱۹ سالگی به جوانترین مدال‌آور اسرائیلی در ادوار المپیک تبدیل شد.  
همچنین سمبرگ نخستین مدال المپیکی اسرائیل در رشته تکواندو را دریافت کرد.